# Lara Seidel
Lara Seidel (* 29. Juni 2003) ist eine deutsche Handballspielerin.

## Karriere
Im Jahr 2011 schloss sich Lara Seidel dem HC Leipzig an und durchlief dort alle Jugendbereiche, bis sie 2019 Teil der ersten Mannschaft wurde. Zu diesem Zeitpunkt war der HCL in die 2. Bundesliga aufgestiegen. In der Saison 2019/20 war sie zudem mit einem Zweitspielrecht für den SC Markranstädt in der 3. Liga aktiv. Im Februar 2023 holte sich der Bundesligist BSV Sachsen Zwickau Laura Seidel über ein Zweitspielrecht als Verstärkung im Abstiegskampf in seinen Kader. Ihr Debüt in der Bundesliga gab sie am 18. Februar 2023 beim 27:27-Unentschieden gegen die HSG Bad Wildungen, wo sie zwei Tore erzielen konnte. Auch in der Saison 2023/24 spielte Lara Seidel in der Rückrunde mit Zweitspielrechts für die Mannschaft aus Zwickau. Im März 2024 verlängerte sie ihren Vertrag beim HC Leipzig mit dem Ziel Aufstieg in die Bundesliga bis 2026.